# ソロ活女子のススメ
『ソロ活女子のススメ』（ソロかつじょしのススメ）は、フリーライターの朝井麻由美によるエッセイ。2019年3月18日に大和書房から刊行された。積極的にひとり時間を楽しむことを意味する「ソロ活」についてSNSで発信していた情報をまとめており、群れることが好きではない著者の朝井が様々なアクティビティなどを1人でチャレンジした体験などが綴られている。
江口のりこ主演でテレビ東京系列にて2021年からテレビドラマ化されている。

## 書誌情報
- 朝井麻由美（著）『ソロ活女子のススメ』、大和書房、2019年3月18日発売、ISBN 978-4-47-978462-3

## テレビドラマ
2021年4月3日（2日深夜）から6月19日（18日深夜）まで、テレビ東京系列の深夜ドラマ枠「ドラマ25」で放送された。主演は民放連続ドラマ初主演となる江口のりこ。
朝井麻由美の同名エッセイ本を原案として、出版社編集部の女性社員が退社後の“ソロ活”を邁進しながら、ラブホテル、水族館、プラネタリウムなどに赴いてひとりの時間を贅沢に楽しむ様子を描く。YouTubeの「テレビ東京公式 ドラマチャンネル」等ではダイジェスト出版の同僚たちによるスピンオフドラマ『ソロ活女子のススメのススメ』が配信されている。Tundra Beats『Cloudy Sky』やLiz Fohl『Walking Through My Dream』がシリーズ通してBGMとして使われている。
以下、「水ドラ25」枠で続編となるシリーズが制作されている。
- 『ソロ活女子のススメのススメ2』（シーズン2）[6]
  - 2022年4月7日（6日深夜） - 5月26日（25日深夜）
- 『ソロ活女子のススメのススメ3』（シーズン3）[7]
  - 2023年4月6日（5日深夜）- 6月22日（21日深夜）
- 『ソロ活女子のススメのススメ4』（シーズン4）[8]
  - 2024年4月4日（3日深夜）- 6月20日（19日深夜）
- 『ソロ活女子のススメのススメ5』（シーズン5）[9][10]
  - 2025年4月3日（2日深夜）- 6月5日（4日深夜）

### キャスト
五月女恵
演 - 江口のりこ
「ダイジェスト出版」編集部の契約社員。退社後に「ソロ活」をするのが楽しみ。
黒田彩子
演 - 小林きな子
「ダイジェスト出版」編集部の部長。
石岡洋平
演 - 渋谷謙人
「ダイジェスト出版」編集部の正社員。
青木遥
演 - 佐々木春香
「ダイジェスト出版」編集部の契約社員。

#### ゲスト
複数回ゲスト出演している俳優は原則それぞれ別人の役であるが、シーズン1と3の津田寛治、シーズン3、4、5の小手伸也といった例外もある。
また、ソロ活先で出会った別の一人客を恵は「妖精」と称する場合がある。

##### シーズン1
第1話
- 熊谷（スターリムジン[15]の運転手） - 正名僕蔵[16]
- 野村（ドレスレンタルショップ「ドレリッチ[17]」のスタイリスト） - 堀有里[18]
- 炭火焼肉食道園[19]の店員 - 佐伯大地[16]

第2話
- 宇都宮動物園[20]の飼育員 - ベンガル[16]
- 動物園と水族館 マクセルアクアパーク品川[20] のカップル - 諫早幸作[21]、萩野栞[22]
- 動物園の小学生 - 稟華、高橋葵[23]、篠崎玲來

第3話
- プラネタリウム プラネタリアTOKYO[24] の係員（光学式投影機の説明をする） - 裕加[25]
- ホテル バリアンリゾート[26] 従業員 - 中村敦[27]

第4話
- ソロ活女子（リザーブドクルーズ[28]の工場夜景ジャングルクルーズで乗り合わせた女性） - 宮田早苗、瀬戸カトリーヌ[29]

第5話
- 九条瑠璃 - 栗山千明[注 2]（特別ゲスト）
- 真宮亮 - 小関裕太[注 2]（特別ゲスト）
- ギャルソン（ホテルニューオータニ トゥール・ダルジャン 東京店[31]のギャルソン） - 横田栄司[16]
- トゥールダルジャンのシェフ - エドワードV

第6話
- Solabase[32]の気球パイロット - 田邊和也、伊藤真奈美

第7話
- 最後の楽園 蒲田レバーランド[33]の店主 - 渋川清彦[16]
- レバーランドの客 - 柄本時生
- 立ち飲み居酒屋 ドラム缶[33]の客 - 北香那[16]
- レバーランドの客（一流企業をリストラされ役者を目指している） - 足立正利
- 立ち飲み居酒屋 ドラム缶 蒲田店の店員 - 八木下萌

第8話
- 遊園地の男性客（富士急ハイランド[34]の妖精） - 津田寛治[16]（S3第8話）[35]

第9話
- 寿司屋の客（かっぱ巻きだけ頼んでいる女性） - 高岡早紀[16]
- ボウリング場 蒲田IMONボウル[36] の客 - 柄本佑
- 寿司屋 すし処 福さき[36] の店主 - 髙橋洋[37]
- 寿司屋の女将 - 春木みさよ[38]
- ボウリング場の客（1人で楽しそうにボウリングしている男性客） - 赤松新[39]

第10話
- ボルダリングジム 壁家[40] のインストラクター - 武田幸三[41]
- ボルダリングの女性客 - 千広真弓[42]
- FEELCYCLE[40] インストラクター - Karin
- 根岸晴子[43]、神谷知佳[43]、水乃渚月[43]

第11話
- バーベキュー場（WILDMAGIC[44]）に来ていた男性3人組 - 松本利夫（EXILE）[16]、細川優[45]、森公平[45]

第12話
- 銭湯 御谷湯[46] の主人 - 柄本明[16]
- 銭湯の常連客 - 伊沢磨紀[47]
- サウナ - ソロサウナ tune[48]

##### シーズン2
第1話
- ヘリクルーズパイロット（日本フライトセーフティ[49]のパイロット） - 鈴木壮麻[50]
- アフタヌーンティー店員（ホテル椿山荘東京 ル・ジャルダン[51] スタッフ） - 藤原樹（THE RAMPAGE from EXILE TRIBE）[52]
- ヘリクルーズ受付 - 君島光輝[53]
- ヘリクルーズ係員 - 赤松新[50]（ノンクレジット出演）

第2話
- サバゲー店員（ユニオンベース[54] 店員） - 武田幸三[55]
- サバゲー女子 - 箭内夢菜[52]、秋谷百音[55]、小林ひな実[55]

第3話
- 男性客（ドライブインの妖精） - 小手伸也[52]
- 地元の女性（遊園地 るなぱあく[56] の妖精） - 手塚理美[57]
- 店主（ドライブイン七輿[56]の店主） - 品川徹[57]
- 店主の妻 - 田根楽子[57]

第4話
- お好み焼き店員（お好み焼き 美舟[58] の店員） - 未知やすえ[59]
- たこ焼き店員（たこ焼き処 蛸之徹[58] の店員） - 山田花子[59]
- サラリーマン（もんじゃ焼き屋の客） - 佐伯大地[52]、見津賢[59]
- もんじゃ焼き店員（月島 いろは[58] の店員） - 赤松新[60]
- お好み焼き屋の客 - 小竹佑典[61]、齋藤晋介

第5話
- スタッフ（ホテルニューオータニ エグゼクティブハウス禅[62]のスタッフ） - トリンドル玲奈[52]
- 給任スタッフ（ルームサービスを給仕するスタッフ） - 諫早幸作[63]

第6話
- スタッフ（ホテル雅叙園東京 中国料理 旬遊紀[64] スタッフ） - 信太昌之[65]

第7話
- 温泉巡りをする女性（函嶺で入浴させて貰ったお礼に恵に渡邊ベーカリーのことを教える） - 裕加、堀有里[66]
- 湯守（伊豆 北川温泉 黒根岩風呂[67]の湯守） - 福澤重文[66]
- ソロ活先輩女性（箱根 底倉温泉 函嶺[68]の客） - 内田春菊[66]

第8話
- カヤックのインストラクター（Mioカヤックアドベンチャーズ[69]のインストラクター） - 水谷隼[52]
- 下町のおじさん - 黒田大輔[70]
- 中学生 - 浅見樹里[70]
- ストリートミュージシャン - Day and Night[71]
- 榎村遥華（東京スカイツリーのエレベーターで乗り合わせる） - 向井理[注 3]

##### シーズン3
第1話
- 女性客 - 大塚寧々[73]
- スタッフ（東京ベイ・クルージングレストラン シンフォニー[74]のスタッフ） - 小野塚勇人[35]

第2話
- ご主人（温泉宿主人） - 宇梶剛士[73]
- 女将（温泉宿 宮本家[75] 女将） - 宮田早苗
- 西武鉄道 特急ラビュー[76]
- なだ万[77]
- 三峯神社[78]
- 西武秩父駅前温泉 祭の湯[78]

第3話
- 男性客（神保町のエスパー・矢口書店[79]の客） - 小手伸也[35]
- 古書店店主（沙羅書房[80] 店主） - 綾田俊樹
- さぼうる[81]客 - 川崎勇人[82]、柴田鷹雄[82]
- さぼうる店員 - 深谷美歩[82]
- 中学生（沙羅書房に来店する修学旅行生） - 森田朱里[82]、浅見樹里[82]
- 大野仁志
- かっぱ橋 ユニオン[83]

第4話
- 男性客（ボードゲームカフェ JELLY JELLY CAFE 渋谷店[84] の客） - 前原滉[73]
- 店員（ボードゲームカフェの店員） - 裕加[85]
- 相席客（JELLY JELLY CAFE 渋谷2号店で相席する客） - 畳野彩加[86]（Homecomings、スペシャルゲスト）、福富優樹[86]（Homecomings、スペシャルゲスト）

第5話
- 男性一人客（サンリオピューロランド[87]の1人客） - 松尾貴史[35]
- 女性一人客（メルヘンの国の妖精・クロミのカチューシャをしている1人客） - 山之内すず[35]

第6話
- 女将（ねぎま鍋 大塚 ねぎま[88] 女将） - 釈由美子[73]
- 店長（古民家火鍋 ひなべねこ[89] 店長） - 佐野岳[73]
- 男性客（ねぎま鍋の客） - 川原和久[73]

第7話
- 女性客（銭湯カフェ レボン快哉湯[90] の客） - 松金よね子[73]
- 店員（銭湯カフェ店員） - 佐伯大地[73]
- ご主人（銭湯 明神湯[90] 店主） - 五頭岳夫[91]
- 女将（銭湯女将） - 伊沢磨紀[91]

第8話
- 男性客（富士急ハイランド[92]の妖精） - 津田寛治[92]

第9話
- 女性店長（広東料理 楽園[93] 店主） - 鷲尾真知子[35]
- 蓬莱閣[94]三代目（北京料理店三代目） - 藤田ユウキ（バンビーノ）[94]
- 蓬莱閣三代目兄 - 石山タオル（バンビーノ）[94]
- 男性店長（中国粥専門店 謝甜記本店[95] 店主） - 高須賀浩司[94]
- 中国銘菓 翠香園[95]
- 横浜媽祖廟

第10話
- 男性客（東京国立博物館[96]の妖精さん） - 要潤[14]
- カップル - 山下航平[96]、ついひじ杏奈[96]
- 五十嵐元晴 - 瀬戸利樹[96][注 4]（特別ゲスト）

第11話
- コスプレ女子（爆破ツアーに1人で参加しているあまり楽しくなさそうな女性） - 鈴木ゆうか[35]
- 係員（岩船爆破体験ツアー[97]の係員） - 園山敬介[97]
- 女性スタッフ（REEAST ROOM 池袋店[97]のスタッフ） - 堀有里[97]

最終話
- 地元男性（都城の妖精） - 八嶋智人[35]
- 蔵元（柳田酒造[98]5代目当主） - 諫早幸作[98]
- 女性店主（焼肉久米村[98] 店主） - 蛯原直美[98]
- 蓑部樹生（たちばな天文台[98]名誉台長） - 本人
- ぼんちくん[99]（都城市PRキャラクター兼PR部長） - 本人
- 高千穂牧場[98]

##### シーズン4
第1話
- ランタンショップ女性店員（十分のランタンショップ 吉祥天燈 店員） - 雷嘉汭（Regina Lei）[100]
- 茶房女性店員（カフェ 九份茶房 店員） - 安娜・李（アンナ・リー）[100]

第2話
- 映画館店員（台南の映画館 全美戯院 男性スタッフ） - 傅孟柏（Fu Meng-Po）[101]
- カフェ店員（台南のカフェ 甘單咖啡館 女性店員） - 王宣（Angel Wang）[101]
- シーフードレストラン店員（高雄市 海濱海産 女性店員） - 戴若梅（Diana Tai）[101]

第3話
- 大学生[102] - 黄冠智（Huang Guan-Zhi）[100]

第4話
- 女性店主（角打ち 上野萬屋酒舗 店主） - 杉田かおる[100]
- Z世代男性（カドクラで年配の客に注文の仕方を教えてあげる親切な人） - 杢代和人[103]
- 男性常連客（角打ちの常連客） - カトウシンスケ[104]
- 店員（上野 立飲みカドクラ 店員） - 田中佑弥[105]
- カドクラの客（Z世代に注文の仕方を教えてもらう） - 中山克己
- 新入社員 - 渡部大稀、大山美結[106]

第5話
- 男性客（浅草花やしきの妖精） - 本多力[100]

第6話
- JK - 中島瑠菜[107]
- ボランティア（国立科学博物館 ボランティア） - ベンガル[107]
- ボランティア（国立科学博物館 ボランティア・元理科教師） - 鈴木奈津子[108]
- カハクガールズ - 外原寧々[109]、小林里乃

第7話
- 船頭（屋形船 船清 船頭） - 佐伯大地
- 女将（屋形船 女将） - 宮田早苗[110]
- 乗船客 - 成澤優子[111]、上の平多香[112]、望月雅行

第8話
- 50代夫 - 画大[113]
- 50代妻 - 今藤洋子[113]
- 母 - 吉本菜穂子[113]
- 息子 - 楢原たける[113]
- スタッフ（キャンプ場 PICAさがみ湖 スタッフ） - 千広真弓[113]

第9話
- 男性客（純喫茶「珈琲 王城」の男性客） - 小手伸也[100]
- 男性客（純喫茶「喫茶フジ」の客） - ちゅうサン[114]
- オーナー（フジのオーナー） - 森喜行[114]
- オーナー（王城のオーナー） - 古谷朋弘[114]
- 店員（フジの店員） - 藤本かえで[114]

第10話
- スタッフ（巨大迷路の妖精・巨大迷路パラディアムのスタッフ） - 梅垣義明[115]
- 女性客（カップルで来た女性） - 裕加[115]
- 女性客（1人で来るが理系男性客2人にくっついて迷路に入る） - ほりゆり[115]
- 男性客（カップルで来た男性） - 諫早幸作[115]
- 男性客（迷路を早く抜けられる法則を使って挑戦する理系男子） - 福田三太[115]、向歩夢[116][117]
- 根岸晴子[118]

第11話
- 女性客（東京ステーションホテルの客） - 萩尾みどり[119]
- バーテンダー（バー「カメリア」のバーテンダー） - 大塚明夫[注 5]
- ホテルスタッフ - 優希美青[119]
- ギャルソン（フレンチレストラン「ブランルージュ」のギャルソン） - 町田悠宇[119]
- ホテル受付 - 桜井花奈[119]

最終話
- 女性店員（うわさのへそんちゃん  店員）- 中島ひろ子[120]
- 男性店員（奨忠洞 店員） - 高須賀浩司[120]
- 先生（日本語学校の教師） - 仲義代[120]

##### シーズン5
第1話
- 地元男性（ミートパイを食べる男性） - Rhys Sherlock[121]
- 地元女性（アボリジニの美術館で絵を見る女性） - Sophie Graham[121]

第2話
- 地元女性（動物保護施設 スタッフ） - Tegan Harrod
- 地元男性（ワイナリー スタッフ） - Jake Unsworth

第3話
- 女性客（夢の島熱帯植物館のソロ客） - 赤間麻里子[122]
- 植栽スタッフ - 諫早幸作[122]

第4話
- 男性客（「食と農」の博物館の妖精さん） - 要潤[123]
- 女子学生（東京農業大学 学生） - 中井千聖[123]

第5話
- 男性客（三菱一号館美術館の妖精さん） - 小手伸也[124]
- 女性客（三菱一号館美術館のソロ客） - 藤本かえで[124]

第6話
- ぎふ屋・店主 - 小宮孝泰[125]
- 柴又おもちゃ館・客 - 殿内虹風[125]
- 子ども - 五十嵐晴登[126]、小川拓真[126]

第7話
- 大黒湯店主 - 佐伯大地[127]
- 黄金湯女将 - 本多加奈[127]
- カップル男性 - 打越漣[127]
- カップル女性 - 市原菜夏[127]

第8話
- SE - 細川岳[128]
- ナビゲーター - 裕加[128]

第9話
- 男性客 - 松尾貴史[129]
- ガイド - 街田しおん[129]

最終話
- ソロ先輩 - 宮田早苗[130]
- ソロ後輩 - 瀬戸カトリーヌ[130]
- ウェイター - 加藤義宗[131]
- ガイド - 根岸晴子[131]

### スタッフ
- 原案 - 朝井麻由美 『ソロ活女子のススメ』（大和書房刊）
- 脚本 - 及川博則（株式会社ライス）[4][72][7][10]
- 音楽協力 - テレビ東京ミュージック[132]
- オープニングテーマ
  - シーズン1 - Sano ibuki「Genius」（EMI Records / UNIVERSAL MUSIC）[5]
  - シーズン2 - Day and Night「my story」[注 6][133]
  - シーズン3 - TOMOO「夢はさめても」（ポニーキャニオン / IRORI Records）[134]
  - シーズン4 - TOMOO「あわいに」[100]
  - シーズン5 - れん「淡色の幸せ」（TOY'S FACTORY）[135]
- エンディングテーマ
  - シーズン1 - Homecomings「Herge」[5]（ポニーキャニオン / IRORI Records）
  - シーズン2 - Homecomings「i care」[136]（ポニーキャニオン / IRORI Records）
  - シーズン3 - Homecomings「光の庭と魚の夢」[73]（ポニーキャニオン / IRORI Records）
  - シーズン4 - Sano ibuki「ミラーボール」[100]
  - シーズン5 - Wez Atlas「HOOMAN」[137]
- ナレーション - 大塚明夫[5][6][7][100][9]
- 監督
  - シーズン1・2・4・5 - 及川博則（株式会社ライス）[4][72][8][10]
  - シーズン3 - 及川博則（株式会社ライス）、山口将幸[138]
- プロデューサー 
  - シーズン1・2 - 森田昇（テレビ東京）、村上浩美、永井清（株式会社ライス）[4][72]
  - シーズン3・5 - 森田昇、千葉貴也（テレビ東京）、村上浩美、永井清（株式会社ライス）[7][10]
  - シーズン4 - 森田昇（テレビ東京）、千葉貴也（テレビ東京）、夏雪（テレビ東京）、陳映庄（テレビ東京）、村上浩美（ライス）、永井清（ライス）[8]
- コンテンツプロデューサー - 稲垣美優（テレビ東京）（シーズン3・4・5）[7][8][10]
- 協力 - レッツエンジョイ東京[7]、カンタス航空（シーズン5）[10]
- 制作協力 - 株式会社ライス（シーズン2・3・4・5）
- 特別協力
  - シーズン4 - 中華電信
  - シーズン5 - オーストラリア政府観光局、ビクトリア州政府観光局[10]
- 制作 - テレビ東京、株式会社ライス（シーズン1）
- 制作著作
  - シーズン1 - 「ソロ活女子のススメ」製作委員会
  - シーズン2・3・4・5 - テレビ東京

### 放送日程
| 話数   | 放送日        | サブタイトル                                             | サブタイトル                       |
| 話数   | 放送日        |                                                          | Paravi                             |
| ------ | ------------- | -------------------------------------------------------- | ---------------------------------- |
| 第1話  | 2021年4月03日 | 「ソロ焼肉では欲望に忠実タレ」                           | ソロ焼肉とソロリムジン             |
| 第2話  | 4月10日       | 「ソロ動物園はソロ活初心者の目を覚ます」                 | ソロ動物園とソロ水族館             |
| 第3話  | 4月17日       | 「ソロプラネタリウムはリラックスし過ぎに注意」           | ソロプラネタリウムとソロラブホテル |
| 第4話  | 4月24日       | 「ソロ工場夜景クルーズでソロ活女子が紡ぎあう」           | ソロ夜景クルーズ                   |
| 第5話  | 5月01日       | 「ソロフレンチフルコースディナーで『味わう』ことを知る」 | ソロフレンチフルコース             |
| 第6話  | 5月08日       | 「ソロ気球で風になる？」                                 | ソロ気球                           |
| 第7話  | 5月15日       | 「ソロせんべろで自分の成長を知る」                       | ソロせんべろ                       |
| 第8話  | 5月22日       | 「遊園地で好き嫌いを知る」                               | ソロ遊園地                         |
| 第9話  | 5月29日       | 「ソロ寿司は自由の象徴である」                           | ソロ寿司&ソロボーリング            |
| 第10話 | 6月05日       | 「ソロ暗闇サイクルはソロ活のためにあり」                 | ソロスポーツ                       |
| 第11話 | 6月12日       | 「ソロバーベキューでソロ活の厳しさを知る」               | ソロバーベキュー                   |
| 最終話 | 6月19日       | 「ソロ温泉で温泉の入り方を極める」                       | ソロ温泉&サウナ                    |

| 話数   | 放送日        | サブタイトル                                         | サブタイトル                        |
| 話数   | 放送日        |                                                      | Paravi                              |
| ------ | ------------- | ---------------------------------------------------- | ----------------------------------- |
| 第1話  | 2022年4月07日 | 「最高のソロ活デーはアフタヌーンティーで貴族気分を」 | ソロアフタヌーンティー&ヘリクルーズ |
| 第2話  | 4月14日       | 「サバゲーでソロ活女子が主役に」                     | ソロサバゲー                        |
| 第3話  | 4月21日       | 「昭和レトロに諸行無常の響きあり」                   | ソロ昭和レトロ                      |
| 第4話  | 4月28日       | 「意味は無いけどソロ粉もんin大阪」                   | ソロコナモン                        |
| 第5話  | 5月05日       | 「シティホテル宿泊で『丁寧』な生活を取り戻す」       | ソロシティホテル                    |
| 第6話  | 5月12日       | 「ソロ中国料理で夢の回転テーブルを回す」             | ソロ中国料理                        |
| 第7話  | 5月19日       | 「ソロ温泉ハシゴで『未来』を信じることに…」          | ソロ温泉                            |
| 最終話 | 5月26日       | 「ソロカヤックで江戸を感じる」                       | ソロ東京カヤック                    |

| 話数   | 放送日        | サブタイトル                                                     | サブタイトル               | 監督     |
| 話数   | 放送日        | Paravi                                                           | 公式サイト                 | 監督     |
| ------ | ------------- | ---------------------------------------------------------------- | -------------------------- | -------- |
| 第1話  | 2023年4月06日 | 「誕生日はソロクルーズで幸せな思い出を」                         | ソロサンセットクルーズ     | 及川博則 |
| 第2話  | 4月13日       | 「ソロ温泉宿で脳の疲れをとる」                                   | ソロ秩父温泉旅             | 及川博則 |
| 第3話  | 4月20日       | 「ソロデジタルデトックスは最高に贅沢な時間?」                    | ソロデジタルデトックス     | 及川博則 |
| 第4話  | 4月27日       | 「ソロボードゲームで無用の用を知る?」                            | ソロボードゲーム           | 及川博則 |
| 第5話  | 5月04日       | 「ソロサンリオピューロランドで知った『カワイイ』は平和のしるし」 | ソロサンリオピューロランド | 及川博則 |
| 第6話  | 5月11日       | 「ソロ鍋で、こだわりを捨てる」                                   | ソロ鍋                     | 山口将幸 |
| 第7話  | 5月18日       | 「ソロ昭和レトロで願うこと」                                     | ソロ昭和レトロ             | 山口将幸 |
| 第8話  | 5月25日       | 「ソロお化け屋敷の怖さは、幸せの怖さ」                           | ソロお化け屋敷             | 及川博則 |
| 第9話  | 6月01日       | 「ソロ中華街・変わり続ける街で変わらないものを……」               | ソロ中華街                 | 及川博則 |
| 第10話 | 6月08日       | 「ソロミュージアムで自分の感受性くらい…」                        | ソロミュージアム           | 及川博則 |
| 第11話 | 6月15日       | 「ソロ爆破&破壊&落書きで意外な自分よ、こんにちは」               | ソロ爆破&破壊              | 及川博則 |
| 最終話 | 6月22日       | 「ソロ旅って人間らしいな」                                       | ソロ旅                     | 及川博則 |

| 話数   | 放送日        | サブタイトル                                           | サブタイトル          |
| 話数   | 放送日        | U-NEXT                                                 |                       |
| ------ | ------------- | ------------------------------------------------------ | --------------------- |
| 第1話  | 2024年4月04日 | 「バースデーソロ活で希望を空に浮かべたらin台湾」       | ソロランタンin台湾    |
| 第2話  | 4月11日       | 「ソロ昭和レトロで昔の日本を感じるin台湾」             | ソロ昭和レトロin台湾  |
| 第3話  | 4月18日       | 「ソロ電車の旅&夜市で小さな幸せをin台湾」              | ソロ鉄道旅&夜市in台湾 |
| 第4話  | 4月25日       | 「せんべろにジェネレーションの壁はなし」               | ソロせんべろ          |
| 第5話  | 5月02日       | 「ソロ活遊園地で170年分の『楽しい』を集めて」          | ソロ遊園地            |
| 第6話  | 5月09日       | 「ソロミュージアムでカハクガールズに『明るい未来』を」 | ソロミュージアム      |
| 第7話  | 5月16日       | 「ソロ屋形船で一期一会の思い出を」                     | ソロ屋形船            |
| 第8話  | 5月23日       | 「ソロ焚き火で古代人と同じ風景を…」                    | ソロ焚き火            |
| 第9話  | 5月30日       | 「人間だからソロ純喫茶」                               | ソロ純喫茶            |
| 第10話 | 6月06日       | 「ソロ巨大迷路イズ・マイ・ライフ」                     | ソロ巨大迷路          |
| 第11話 | 6月13日       | 「ソロシティホテルで物語に包まれたなら、きっと…」      | ソロシティホテル      |
| 最終話 | 6月20日       | 「ソロコリアンタウンで知る『おふくろの味』」           | ソロコリアンタウン    |

| 話数   | 放送日        | サブタイトル                                                                | サブタイトル                    |
| 話数   | 放送日        | U-NEXT                                                                      |                                 |
| ------ | ------------- | --------------------------------------------------------------------------- | ------------------------------- |
| 第1話  | 2025年4月03日 | ソロタイムトリップツアーは夢の中で                                          | ソロトラムの旅                  |
| 第2話  | 4月10日       | ソロバルーンで大地を眺めたら地球の寂しさを感じて…                           | ソロ気球inメルボルン            |
| 第3話  | 4月17日       | ソロ植物館で植物に見られたら                                                | ソロ植物館                      |
| 第4話  | 4月24日       | ソロキャン（パス）でビタースイートなルック・バック                          | ソロキャンパス                  |
| 第5話  | 5月01日       | ソロレトロ美術館でパンクでロックなフィーリングッド                          | ソロレトロ美術館                |
| 第6話  | 5月08日       | ソロ駄菓子屋でもしも願いが叶うなら…                                         | ソロ駄菓子屋                    |
| 第7話  | 5月15日       | ソロネオ銭湯で心もキレイに                                                  | ソロネオ銭湯                    |
| 第8話  | 5月22日       | ソロバーチャルツアーで時の流れの切なさを…&ソロ無人島でも時の流れの切なさを… | ソロ無人島&ソロバーチャルツアー |
| 第9話  | 5月29日       | おかげさまのソロ工場見学                                                    | ソロ工場見学                    |
| 最終話 | 6月05日       | ソロ工場夜景バスツアー・トゥ・ザ・フューチャー                              | ソロ工場夜景バスツアー          |

### 放送局
| 放送期間                | 放送時間                     | 放送局         | 対象地域       | 備考           |
| ----------------------- | ---------------------------- | -------------- | -------------- | -------------- |
| 2021年4月3日 - 6月19日  | 土曜 0:52 - 1:23（金曜深夜） | テレビ東京     | 関東広域圏     | 製作局         |
|                         |                              | テレビ大阪     | 大阪府         |                |
|                         |                              | テレビ北海道   | 北海道         |                |
|                         |                              | テレビ愛知     | 愛知県         |                |
|                         |                              | TVQ九州放送    | 福岡県         |                |
| 2021年5月26日 - 8月11日 | 水曜 0:58 - 1:28（火曜深夜） | 山陰放送       | 鳥取県・島根県 |                |
| 2021年6月7日 - 8月23日  | 月曜 1:00 - 1:30（日曜深夜） | テレビ和歌山   | 和歌山県       |                |
| 2021年7月8日 - 9月16日  | 木曜 0:00 - 0:30（水曜深夜） | BSテレ東（2K） | 全国           |                |
|                         |                              | BSテレ東4      | 全国           | 4K制作版で放送 |
| 2022年6月26日 - 9月11日 | 日曜 1:15 - 1:45（土曜深夜） | テレビ熊本     | 熊本県         |                |

| 放送期間                 | 放送時間                     | 放送局         | 対象地域       | 備考   |
| ------------------------ | ---------------------------- | -------------- | -------------- | ------ |
| 2022年4月7日 - 5月26日   | 木曜 1:00 - 1:30（水曜深夜） | テレビ東京     | 関東広域圏     | 製作局 |
|                          |                              | テレビ北海道   | 北海道         |        |
|                          |                              | テレビ愛知     | 愛知県         |        |
|                          |                              | テレビせとうち | 岡山県・香川県 |        |
|                          |                              | TVQ九州放送    | 福岡県         |        |
| 2022年4月19日 - 6月7日   | 火曜 1:00 - 1:30（月曜深夜） | テレビ大阪     | 大阪府         |        |
| 2022年4月23日 - 6月11日  | 土曜 23:30 - 日曜 0:00       | テレビ和歌山   | 和歌山県       |        |
| 2022年9月18日 - 11月20日 | 日曜 1:15 - 1:45（土曜深夜） | テレビ熊本     | 熊本県         |        |

- シーズン3開始前の2023年3月17日 - 同月31日には「木ドラ24」枠（第1話・第4話[注 7]・第6話[注 8]）にて、4月1日には「ドラマ25」枠（第7話）にて再放送された[66]。

| 放送期間                | 放送時間                     | 放送局         | 対象地域       | 備考   |
| ----------------------- | ---------------------------- | -------------- | -------------- | ------ |
| 2023年4月6日 - 6月22日  | 木曜 1:00 - 1:30（水曜深夜） | テレビ東京     | 関東広域圏     | 製作局 |
|                         |                              | テレビ北海道   | 北海道         |        |
|                         |                              | テレビ愛知     | 愛知県         |        |
|                         |                              | テレビせとうち | 岡山県・香川県 |        |
|                         |                              | TVQ九州放送    | 福岡県         |        |
| 2023年4月11日 - 6月27日 | 火曜 1:00 - 1:30（月曜深夜） | テレビ大阪     | 大阪府         |        |
| 2023年4月20日 - 7月6日  | 木曜 0:45 - 1:15（水曜深夜） | 青森朝日放送   | 青森県         |        |
| 2023年5月4日 - 7月20日  | 木曜 0:00 - 0:30（水曜深夜） | テレビ和歌山   | 和歌山県       |        |
| 2024年7月13日 - 9月28日 | 土曜 2:10 - 2:40（金曜深夜） | テレビ熊本     | 熊本県         |        |

| 放送期間                 | 放送時間                     | 放送局         | 対象地域       | 備考   |
| ------------------------ | ---------------------------- | -------------- | -------------- | ------ |
| 2024年4月4日 - 6月20日   | 木曜 1:00 - 1:30（水曜深夜） | テレビ東京     | 関東広域圏     | 製作局 |
|                          |                              | テレビ北海道   | 北海道         |        |
|                          |                              | テレビ愛知     | 愛知県         |        |
|                          |                              | テレビせとうち | 岡山県・香川県 |        |
|                          |                              | TVQ九州放送    | 福岡県         |        |
| 2024年4月11日 - 6月27日  | 木曜 1:35 - 2:05（水曜深夜） | テレビ大阪     | 大阪府         |        |
| 2023年4月18日 - 7月4日   | 木曜 0:00 - 0:30（水曜深夜） | テレビ和歌山   | 和歌山県       |        |
| 2024年10月5日 - 12月21日 | 土曜 2:10 - 2:40（金曜深夜） | テレビ熊本     | 熊本県         |        |

- 第1話から第3話は台湾編[157]。

| 放送期間                | 放送時間                     | 放送局         | 対象地域       | 備考   |
| ----------------------- | ---------------------------- | -------------- | -------------- | ------ |
| 2025年4月3日 - 6月5日   | 木曜 1:00 - 1:30（水曜深夜） | テレビ東京     | 関東広域圏     | 製作局 |
|                         |                              | テレビ北海道   | 北海道         |        |
|                         |                              | テレビ愛知     | 愛知県         |        |
|                         |                              | テレビせとうち | 岡山県・香川県 |        |
|                         |                              | TVQ九州放送    | 福岡県         |        |
| 2025年4月8日 -          | 火曜 1:00 - 1:30（月曜深夜） | テレビ大阪     | 大阪府         |        |
| 2025年4月28日 - 6月30日 | 月曜 1:55 - 2:25（日曜深夜） | テレビ熊本     | 熊本県         |        |
| 2025年6月8日 -          | 土曜 10:00 - 10:30           | 福島中央テレビ | 福島県         |        |

- 第1話・第2話はオーストラリア・メルボルン編。

### ネット配信
シーズン1
ParaviおよびひかりTVで先行配信。
いずれも第2話以降は前話の地上波放送終了直後より先行配信。
- Paravi - 2021年3月26日 21時から第1話を配信。
- ひかりTV - 同年4月2日 0時から第1話を配信。

シーズン2
ParaviおよびひかりTVで全話一挙先行配信。
- Paravi - 2022年3月31日 0時から配信。
- ひかりTV - 同年4月1日 0時から配信。

シーズン3
Paraviで先行配信（2023年4月12日よりLeminoでも配信）。
- 第1話 - 第4話は同年3月31日 0時から配信[7]。
- 第5話以降は地上波放送前週の水曜22時より毎話先行配信[7]。

シーズン4
LeminoおよびU-NEXTで2024年3月13日18時から全話一挙先行配信。
シーズン5
LeminoおよびU-NEXTで2025年3月26日22時から毎話一週間先行配信。
| テレビ東京系 ドラマ25                                                       | テレビ東京系 ドラマ25                          | テレビ東京系 ドラマ25                                                      |
| 前番組                                                                      | 番組名                                         | 次番組                                                                     |
| --------------------------------------------------------------------------- | ---------------------------------------------- | -------------------------------------------------------------------------- |
| 東京怪奇酒 （2021年2月20日 - 3月27日）                                      | ソロ活女子のススメ （2021年4月3日 - 6月19日）  | サ道2021 （2021年7月10日 - 9月25日）                                       |
| テレビ東京系列 水ドラ25                                                     |                                                |                                                                            |
| ダメな男じゃダメですか? （2022年2月3日 - 3月31日）                          | ソロ活女子のススメ2 （2022年4月7日 - 5月26日） | ザ・タクシー飯店 （2022年6月2日 - 7月21日）                                |
| とりあえずカンパイしませんか? （2023年3月2日 - 3月23日）                    | ソロ活女子のススメ3 （2023年4月6日 - 6月22日） | 週末旅の極意 〜夫婦ってそんな簡単じゃないもの〜 （2023年7月6日 - 8月24日） |
| 推しを召し上がれ 〜広報ガールのまろやかな日々〜 （2024年1月11日 - 3月14日） | ソロ活女子のススメ4 （2024年4月4日 - 6月20日） | 青春ミュージカルコメディ oddboys （2024年6月27日 - 8月29日）               |
| 晩餐ブルース （2025年1月23日 - 3月27日）                                    | ソロ活女子のススメ5 （2025年4月3日 - 6月5日）  | 日本統一 東京編 （2025年7月3日 - ）                                        |